# Гексахлороплатинат(IV) цезия
Гексахлороплатинат(IV) цезия — неорганическое соединение, 
комплексное соединение хлоридов металлов цезия и платины
с формулой Cs2[PtCl6],
жёлтые кристаллы,
не растворяется в воде.

## Получение
- Обменная реакция гексахлороплатината(IV) калия и хлорида цезия:

{\displaystyle {\mathsf {K_{2}[PtCl_{6}]+2CsCl\ {\xrightarrow {}}\ Cs_{2}[PtCl_{6}]\downarrow +2KCl}}}

## Физические свойства
Гексахлороплатинат(IV) цезия образует жёлтые кристаллы
кубической сингонии,
пространственная группа F m3m,
параметры ячейки a = 1.0210 нм, Z = 4
Не растворяется в воде.

## Применение
- Используется в количественном определении цезия.